# Jens Harder
Pour les articles homonymes, voir Harder.
Jens Harder (né en 1970 à Weißwasser) est un auteur de bande dessinée allemand. Cofondateur du collectif d'artiste Monogatari en 1999, Jens Harder se distingue par des œuvres ambitieuses, souvent muettes, mêlant cosmologie et histoire de l'humanité. Il a obtenu deux prix Max et Moritz de la meilleure bande dessinée allemande en 2004 et 2010 et le prix de l'audace du festival d'Angoulême 2010. Ses œuvres sont publiées en français par les Éditions de l'An 2

## Biographie
Il a étudié de 1996 à 2002 le graphisme (Kunsthochschule) à Berlin, ville où il travaille. Il est l’un des fondateurs du collectif d’artistes Monogatari, créé en 1999.
Son travail se construit dans la singularité, car il ne célèbre pas les héros et il ne participe pas non plus à une mise en scène de l'intimité à la suite d'une tendance récente du 9e Art. Graphiquement l'utilisation de la bichromie le démarque des courants majeurs de cet art séquentiel.
Avec son album Leviathan, qui peut être vu comme une référence à Moby Dick, il raconte l'histoire d'un cachalot géant.
En 2009 il entame son ambitieux projet nommé Le Grand Récit. Il s'agit de réaliser une trilogie, en quatre volumes, qui vise à représenter en bande-dessinée le processus entier d'évolution de l'univers du Big Bang jusqu'à aujourd'hui puis d'imaginer des futurs possibles. Le premier tome, Alpha... directions, sort en 2009. La suite, Beta... civilisations (Volume 1), sortie en 2014 s'attelle à la description détaillée de l'évolution des civilisations humaines. Il lui faudra deux volumes pour y parvenir. Enfin, Gamma proposera des visualisations du futur".
Des expositions reprenant des pages choisies d'Alpha sont organisées, notamment du 1er septembre au 1er novembre 2009 à la Bibliothèque de la Cité des sciences et de l'industrie, au Muséum d'Aix en Provence du 19 mars au 23 avril 2011 ainsi que du 12 au 30 mai 2011 au centre de culture scientifique Atlas à St Ouen.

## Publications
Sauf précision, les ouvrages cités sont en langue allemande.
- Ruwen Strips, Berlin : Monogatari, 1999.
- NuAera, Berlin : Monogatari, 1999.
- Électricité Marseille, Berlin : Monogatari, 2000.
- Hotelführer Neue Mitte, Berlin : Monogatari, 2000.
- « Gastrologie », dans Alltagsspionage, Berlin : Monogatari, 2001.
- (de + en + fr) et (ja) Leviathan, Angoulême : Éditions de l'An 2, 2003.  (ISBN 2848560428) Prix Max et Moritz de la meilleure bande dessinée allemande 2004.
- « Reflexe » dans Plaque 01, Berlin : Avant-Verlag, 2003.
- Participation à Operation Läckerli. Comicsreportagen aux Basel, Berlin : Monogatari, 2004.
- (en) « Ticket to God » dans Cargo. Comic Journalism. Israel-Germany, Berlin : Avant-Verlag, 2005.  (ISBN 3980942899)
  - (fr) La Cité de dieu (trad. Jean-Paul Jennequin), Angoulême : Éditions de l'An 2, 2006.  (ISBN 9782848560663) Traduction de l'histoire de Harder publiée dans Cargo.
- Alpha ... evolutionäre Bildgeschichten, Hambourg : Carlsen, 2009. Prix Max et Moritz de la meilleure bande dessinée allemande 2010.
  - (fr) Alpha...directions (trad. Stéphanie Lux), Arles : Actes Sud coll. « Actes Sud - L'An 2 », 2009.  (ISBN 9782742781027) Prix de l'audace du festival d'Angoulême 2010.
- Beta ... civilisations part 1, Hambourg : Carlsen (maison d'édition), février 2014.  (ISBN 978-3551789891) relié 352 pages
  - (fr) Beta...civilisations, Arles : Actes Sud coll. « Actes Sud - L'An 2 », 2014. Sélection officielle Festival d'Angoulême 2015
- Gilgamesh, Hambourg : Carlsen, décembre 2017.  (ISBN 978-3551763099) 144 pages
  - (fr) Gilgamesh, Arles : Actes Sud coll. « Actes Sud - L'An 2 », janvier 2018.  (ISBN 978-2-330-09248-1) 144 pages
- Beta ... civilisations part 2, Hambourg : relié 368 pages.  (ISBN 978-2-330-16822-3)
  - (fr) Beta...civilisations volume 2 (trad. Stéphanie Lux), Arles : Actes Sud coll. « Actes Sud - L'An 2 », 2022 - Sélection officielle du Festival d'Angoulême 2023

## Prix et récompenses
- 2004 : prix Max et Moritz de la meilleure publication locale de bande dessinée pour Leviathan
- 2007 : prix d'encouragement e.o.plauen pour récompenser un début de carrière prometteur[10]
- 2010 : prix Max et Moritz de la meilleure publication locale de bande dessinée pour Alpha... directions
- 2012 :  prix de l'audace du festival d'Angoulême pour Alpha... directions